# Kolding IF
Kolding IF – duński klub piłkarski z siedzibą w Kolding.

## Historia
Klub został założony pod nazwą Kolding Fodsports Klub 15 października 1895. Pięć lat później zmienił nazwę na Kolding Idræts Forening. Przez długi czas występował w mistrzostwach, a później regionalnych rozgrywkach Jutlandii. W 1960 po raz pierwszy awansował na szczebel centralny. W latach 1961–1964 oraz 1966–1968 występował w 3. division. W 1968 wywalczył awans do 2. division, z której spadł w 1971. W następnym roku zespół zanotował kolejny spadek, tym razem do Danmarksserien. W 1975 ponownie występował w 3. division, jednak po jednym sezonie spadł z ligi. Do tych rozgrywek przystąpił po raz kolejny w 1977.
W 1979 Kolding IF awansował do 2. division, a w 1981 wywalczył historyczny awans do najwyższej klasy rozgrywkowej, 1. division. W sezonie 1982 zajął 9. miejsce w lidze i zdobył 30 punktów, natomiast w kolejnym był ostatni z wynikiem 16 punktów, przez co spadł do 2. division. Jedną z największych gwiazd klubu w tym czasie był Jan Mølby, późniejszy wieloletni gracz Liverpoolu oraz trzykrotny mistrz Anglii.
W 1986 zespół spadł z 2. division, a dwa lata później nie utrzymał się w 3. division. W 1990 ponownie występował na trzecim szczeblu rozgrywkowym, jednak znów spadł z niego po jednym sezonie. Do trzeciej ligi duńskiej, która po reformie rozgrywek przyjęła nazwę 2. division, powrócił w 2000. W 2001 awansował do 1. division. W tym samym roku połączył się z Kolding Boldklub i utworzył Kolding FC, jednak pierwsza drużyna przyjęła nową nazwę oraz uzyskała licencję na grę w 1. division od początku 2002. W 2011 Kolding FC dokonał fuzji z Vejle BK, tworząc zespół o nazwie Vejle Boldklub Kolding. Mimo tych przemian, Kolding IF występował w niższych ligach duńskich. W 2013 zwyciężył w Danmarksserien, jednak nie mógł awansować do wyższej klasy rozgrywkowej z powodu współpracy z Vejle BK.
W 2013 Vejle Boldklub Kolding został rozwiązany. Rok później Kolding IF ponownie był najlepszy w Danmarksserien i tym razem wywalczył awans do 2. division. W 2019 uzyskał promocję do 1. division, jednak dwa lata później nie utrzymał się w tych rozgrywkach. W 2023 powrócił do drugiej ligi duńskiej.

## Sukcesy
- 2 sezony w najwyższej lidze duńskiej
  - Najlepszy wynik: 9. miejsce (1982)

## Stadion
Klub rozgrywa swoje spotkania na zbudowanym w 1931 Kolding Stadion (ze względów sponsorskich: Autocentralen Park) o pojemności 12000 osób. Rekord frekwencji na nim wynosi 9364 widzów – został ustanowiony 2 października 1981 podczas meczu 2. division z Boldklubben 1909.